# ユアコースシリーズ
ユアコースシリーズは、1973年から1982年にかけて学習研究社から刊行された少年・少女向け児童書の叢書。
B6判、ソフトカバー。全62冊。	
少年向けのサブカルチャー叢書だった立風書房のジャガーバックス、講談社のドラゴンブックス、同じ学研のジュニアチャンピオンコース、ユニコン出版のユニコンブックスなどと異なり、手芸、料理・製菓、美容・ファッション、恋愛（性教育を含む）など、少女層をターゲットとした巻があるのが特徴。

## 刊行一覧
1. 『推理クイズ ホームズからの挑戦状』（草野唯雄, 川辺豊三）
2. 『ジュニア 愛の星占い』（小薗江みどり）
3. 『ドッキリ心理テスト』（浅野八郎、松本零士カバー絵）
4. 『こんにちは! 小さな恋』（江渡大輔）
5. 『推理クイズ ルパンからの挑戦状』（草野唯雄, 川辺豊三）
6. 『大推理 古代史のなぞ』（仁賀克雄）
7. 『おとなへの出発（たびだち） 十代 - 心とからだの変化』（奈良林祥）
8. 『大異変! 地球SOS』（日下実男, 福島正実）
9. 『ユーモア人間世界一』（ユアコース編集部編）
10. 『ショック! 写真構成 人体の怪奇大百科』（斎藤守弘）
11. 『恐怖! 幽霊スリラー』（斎藤守弘）
12. 『SF入門 なぞの四次元』（斎藤守弘）
13. 『占うのはあなた 西洋占星術入門』（小園江みどり）
14. 『怪物 王貞治』（寺内大吉）
15. 『ジュニアの楽しいあみもの』
16. 『ジュニアのアイデア手芸』
17. 『日曜クッキング』（小倉弘子, 小野恵津子）
18. 『美しくなる本』
19. 『手づくりプレゼント』（田村せつ子）
20. 『わくわくトランプ占い』（木星王）
21. 『ジュニアのイラスト入門』
22. 『みんなで作ろう! ぬいぐるみ』
23. 『川上哲治の少年野球教室 攻撃編』（川上哲治）
24. 『川上哲治の少年野球教室 守備編』（川上哲治）
25. 『世界の恐怖怪談』（荒俣宏, 武内孝夫）
26. 『ティーンズ ラブ入門』（江渡大輔, 坂田稔, 八木美重子ほか）
27. 『アタックパズル123 科学の特訓』（荻島郁太郎, 春田俊郎監修）
28. 『愛されるマナーブック』（内田宗輝指導）
29. 『ジュニアのかんたん手芸』
30. 『おやつクッキング』（赤堀千恵美）
31. 『ピッタリコン相性テスト』（滝沢てるお）
32. 『クイズに挑戦! スイスイ頭のよくなる本』（川村光暁）
33. 『大パトロール! からだのふしぎ』（田多井吉之介等文・指導）
34. 『すてきな部屋づくり』
35. 『ティーンズファッション』（大淵襄編）
36. 『みつはしちかこ 恋のおしゃべりノート』（みつはしちかこ）
37. 『イラストで再現! UFO大接近』（並木伸一郎監修）
38. 『びっくりサイエンス スーパープロ野球』（近藤唯之監修）
39. 『楽しいパーティの本』（大淵襄編）
40. 『やさしいかぎ針あみ』
41. 『おかしクッキング』（田村宗文）
42. 『マスコットを作ろう』
43. 『ペットの飼い方』
44. 『ジュニアのおしゃれ相談室』（はるな澄子）
45. 『手づくりアクセサリー』
46. 『あなたもまんが家になれる』（かざまたえこ監修、あだち充, 風間宏子, 森村あすか, あしべゆうほ絵）
47. 『わくわくトランプ占い PartII』（ユアコース編集部編）
48. 『願いがかなうハッピーおまじない』（大島正二）
49. 『将棋チャレンジ道場 キミもどんどん強くなる!』（五十嵐豊一）
50. 『折り紙と紙工作』
51. 『楽しいアイデアレター』
52. 『アクションラブテスト』（浅野八郎）
53. 『フライパンクッキング』（村上祥子）
54. 『かわいい手あみ集』
55. 『おべんとうクッキング』（大崎富貴子）
56. 『どきどき相性星占い』（小園江みどり）
57. 『ラブラブぬいぐるみ』
58. 『ジュニアのアイデア生活術：すぐためしたくなる』（かわら版舎編）
59. 『女の子のスポーツ百科』
60. 『しあわせを呼ぶラブリーおまじない』（大島正二）
61. 『日曜クッキング パート2』（赤堀千恵美）
62. 『タロット恋占い』（桜夢珂）